# Val obrů

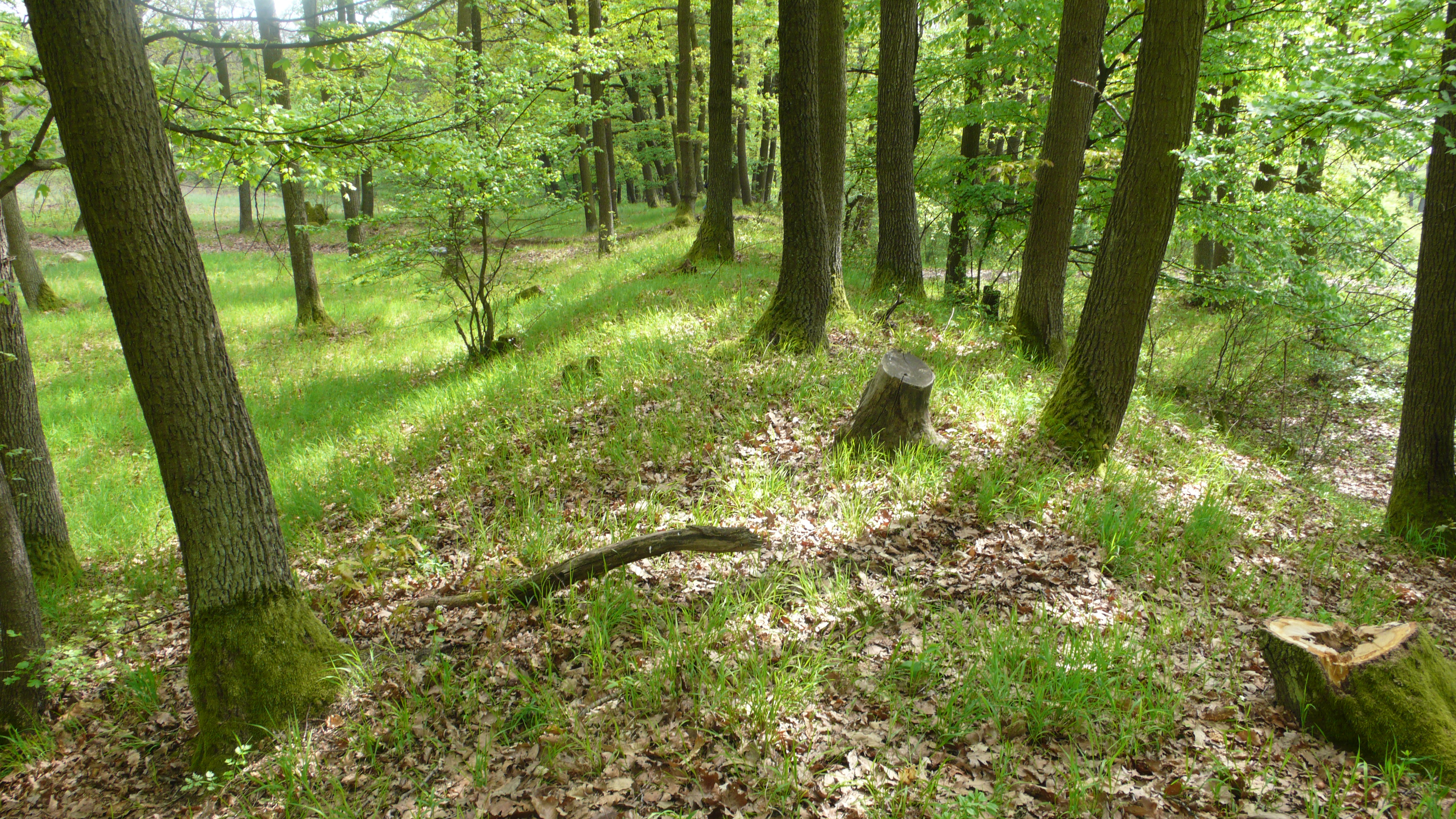
Val obrů u Pečenic

Val obrů, známý také jako Spečený val či Dlouhý val (slovensky Val obrov, Spečený val, Dlhý val, německy Teufelsmauer, latinsky Fossa giganteum), je zemní útvar na území Slovenska, který se táhne od vrchu Sitno v Štiavnických vrších směrem na jih a končí u řeky Ipeľ. Její celková délka je přibližně 60 kilometrů. Jehož vznik a případný účel jsou stále předmětem vědeckých debat.

## Popis a charakteristika[3]
Val je tvořen kombinací místních materiálů, jako jsou andezitové bloky, sprašové sedimenty a dřevo. Na severních úsecích dominují andezitové horniny, zatímco na jihu převažují spraše. Lokálně byl zjištěn jev známý jako "spečení materiálu," které dalo valu jeho jméno. Spečení může být důsledkem požárů dřevěných konstrukcí, jako byly palisády či strážní věže, ale i jiných příčin, jako jsou geologické nebo vulkanické procesy.
Val má následující rozměry:
- Výška: 2,5–3 m.
- Šířka na bázi: 12–15 m.
- Šířka na temeni: 2–4 m.
- Sklon svahů: Přibližně 45°.

Geofyzikální a archeologické průzkumy ukázaly, že některé části valu, například poblíž obce Bíňa, mají obloukové větve, které připomínají písmeno „Y“. Tyto oblasti obsahují zbytky organické hmoty a vypálené hlíny.

## Historie a datování
Historie Valu obrů je stále nejasná a předmětem spekulací. Archeologické nálezy naznačují, že val mohl vzniknout kolem přelomu doby železné a římské, přičemž datace je stále přibližná, protože není možné určit přesné stáří. Odhady sahají od 0 ± 150 let až po teorie o starší dataci, spojené s geologickými nebo vulkanickými aktivitami v oblasti.
První písemná zmínka o valu pochází ze 13. století, kdy je označován jako „Fossa giganteum“ (Příkop obrů). V té době byl val již obestřen různými legendami a mystickými představami.

## Teorie o účelu a původu

### Přírodní vznik a teorie s ním spojené
Val obrů je předmětem spekulací nejen ohledně jeho účelu, ale i původu. Některé teorie naznačují, že tento útvar mohl vzniknout přirozenými geologickými procesy. Mezi možné přírodní vysvětlení patří:
- Vulkanická činnost: Někteří geologové spekulují, že val mohl vzniknout v důsledku vulkanických procesů jako lávový proud a podobně.
- Eroze a sedimentace: Jiné teorie se zaměřují na možnost, že val je výsledkem dlouhodobých erozních a sedimentačních procesů, které utvářely krajinu v oblasti.

Další hypotéza vychází z tvrzení, že „spečení“ materiálu na valu mohlo být výsledkem přirozeného jevu, jako je silný požár nebo vulkanická činnost, nikoli úmyslné techniky.

### Lidský vznik a teorie s ním spojené
Na druhé straně existují teorie, které považují val za výsledek lidské činnosti, a to především v kontextu obranných nebo symbolických účelů. Nejčastěji zmiňované lidské teorie jsou:
- Obranná funkce: Jedna z nejběžnějších teorií tvrdí, že val sloužil jako obranná linie proti nájezdům kočovných kmenů, jako byli Skýtové, Dákové nebo Hunové. V tomto kontextu by mohl být součástí většího systému opevnění.
- Fortifikační síť: Někteří odborníci se domnívají, že val byl součástí rozsáhlé fortifikační sítě, která zahrnovala podobné konstrukce v jiných oblastech, například ve východním Maďarsku nebo Sedmihradsku.
- Symbolická nebo rituální role: Další teorie naznačují, že val mohl mít symbolický nebo rituální význam, například jako vymezení hranic nebo pro účely ceremoniálních obřadů.

Nejistoty panují i ohledně způsobu výstavby, kdy se diskutuje, zda byla stavba realizována organizovanou armádou nebo využívala práci otroků. Některé studie naznačují, že by pro vybudování valu bylo zapotřebí obrovské množství pracovní síly, což by naznačovalo centralizovanou organizaci. Teorie o období lidské výstavby se pohybují od desítek tisíc let, přes nižší tisíce, římskou dobu až po Velkomoravské období.

## Současný stav[5]
Dnes jsou viditelné jen fragmenty valu, protože mnohé jeho úsěky byly zničeny zemědělskou činností nebo těžbou materiálu. Zachovalé úsěky se nacházejí například v okolí obcí Pečenice, Bátovce a Bíňa. Část valu u obce Pečenice byla údajně v roce 1963 vyhlášena za národní kulturní památku.

## Zajímavost
- Val obrů je občas nazýván Slovenským čínským můrem, ačkoliv jeho rozsahem ani konstrukčními metodami nelze srovnávat.[1]
- Stavba takového rozsahu by vyžadovala významnou organizaci práce. Podle propočtů by zemní práce trvaly přibližně 700 000 pracovních dní, pokud by se na nich podílelo 1000 osob.[1]